# ハーバード・アジア国際関係プロジェクト
ハーバード・アジア国際関係プロジェクト（ハーバード・アジアこくさいかんけいプロジェクト、英・Harvard Project for Asian and International Relations）とは、ハーバード大学が年2回開催する国際学生会議であり、同大学がアジアで主催するものとしては最大の行事である。略称はHPAIR（エイチペアー）。
毎年、マサチューセッツ州・ケンブリッジにあるハーバード大学のキャンパスで2月に、そして前年おこなわれる招致活動に成功した、アメリカ以外の都市でも、8月に開催される。
2014年は、東京での開催が決定しており、慶應義塾大学国際センターが協力している。